# Nova Friburgo
Nova Friburgo (pronuncia-se AFI: [ˈnɔvɐ fɾiˈbuhɡu]) é um município brasileiro do estado do Rio de Janeiro, distando cerca de 136 quilômetros da capital estadual. Ocupa uma área de 935,429 km², e sua população foi estimada em 203 328 habitantes em 2024, sendo, então, o 16.º mais populoso do estado.
A sede tem uma temperatura média anual de 18,1 °C e na vegetação do município predomina a Mata Atlântica. Com 159 372 habitantes vivendo na zona urbana, o município contava, em 2021, com 22 unidades básicas de saúde. O seu Índice de Desenvolvimento Humano (IDH) é de 0,745, considerando como muito alto em relação ao estado.
As principais atividades econômicas são baseadas em: indústria metalúrgica, moda íntima, olericultura, caprinocultura e indústria (têxteis, vestuário e do setor metal-mecânico) e turismo. É também a cidade mais fria do estado.
Em 1.º de setembro de 2017, Nova Friburgo recebeu o título de "Suíça Brasileira". O então governador do Estado, Luiz Fernando Pezão, sancionou a lei 7.683, de autoria do deputado Samuel Malafaia, que homenageia a cidade. A lei entrou em vigor em 4 de setembro do mesmo ano, após ser publicada no Diário Oficial do Estado.

## História
Até o século XIX, a atual região de Nova Friburgo era habitada pelos índios Coroado Purí. Em 1818, visando melhorar as relações com a Alemanha para obter apoio contra o império francês, o Rei Dom João VI propôs a criação de um assentamento planejado no Brasil. Um decreto real autorizou o Cantão de Friburgo, na Suíça, a fundar uma colônia de 100 famílias na Fazenda Morro Queimado, no distrito de Cantagalo, devido às semelhanças climáticas com seu país. Entre 1819 e 1820, 265 famílias suíças, somando 1.458 imigrantes, colonizaram a área, batizada de Nova Friburgo em homenagem à terra natal da maioria dos colonos.
Após a Independência do Brasil em 1822, o Governo Imperial continuou a política de povoamento da nação atraindo colonização europeia. Oitenta famílias alemãs anteriormente designadas para assentamentos na Província da Bahia, por razões desconhecidas, acabaram em Nova Friburgo, onde chegaram nos dias 3 e 4 de maio de 1824. Chegadas semelhantes de italianos, portugueses e uma minoria de sírios levaram a aumentos populacionais tão grandes que a antiga vila foi elevada à categoria de cidade em 8 de janeiro de 1890.
Em 1872, o Barão de Nova Friburgo trouxe para a região a Estrada de Ferro Leopoldina, para permitir o fluxo do café de Cantagalo. A agricultura foi a base da atividade econômica até 1910, quando a chegada de industriais impulsionou o desenvolvimento de um setor industrial, que em parte ainda hoje prospera. A indústria têxtil foi liderada por três industriais conhecidos como a "Trindade Teutônica": Peter Julius Ferdinand Arp, Maximilianus Falck, e Otto Siems, fundadores, respetivamente, da Fábrica de Rendas Arp, da Fábrica Ypu Artefatos de Tecidos, Couro e Metal S. A., e da Fábrica Filó. Tanto o capital quanto o maquinário necessários para esta indústria foram importados da Alemanha. A demanda por mão-de-obra especializada levou à imigração de outros técnicos alemães, e durante a Primeira Guerra Mundial até de marinheiros alemães que tinham sido inicialmente detidos no Sanatório Naval de Nova Friburgo como prisioneiros. Além de gerar empregos, a indústria contribuiu para o desenvolvimento da cidade, promovendo o acesso à energia elétrica. Houve, inclusive, a construção de bairros inteiros a partir das vilas operárias, como o bairro Ypu, que pega o nome da Fábrica Ypu.
De igual importância para o desenvolvimento da cidade foi a relativa proximidade de Niterói e Rio de Janeiro e a melhoria das ligações de transporte e comunicação, como estradas asfaltadas e telégrafo. Isso estimulou o crescimento de uma pequena indústria turística que, com o comércio local, se tornou a principal fonte de renda da cidade.

## Geografia
A área do município, segundo o Instituto Brasileiro de Geografia e Estatística (IBGE) em 2022, é de 935,429 km², sendo que 43,43 km² constituem a zona urbana. Situa-se a 22° 16' 55" S de latitude sul e 42° 31' 51" O" de longitude oeste. Seus municípios limítrofes são: Cachoeiras de Macacu, Silva Jardim, Casimiro de Abreu, Macaé, Trajano de Morais, Bom Jardim, Duas Barras, Sumidouro e Teresópolis.
Conforme a divisão regional vigente desde 2017, instituída pelo IBGE, o município pertence às Regiões Geográficas Intermediária de Petrópolis e Imediata de Nova Friburgo. Até então, com a vigência das divisões em microrregiões e mesorregiões, fazia parte da microrregião de Nova Friburgo, que por sua vez estava incluída na mesorregião do Centro Fluminense.

### Relevo, hidrografia e meio ambiente

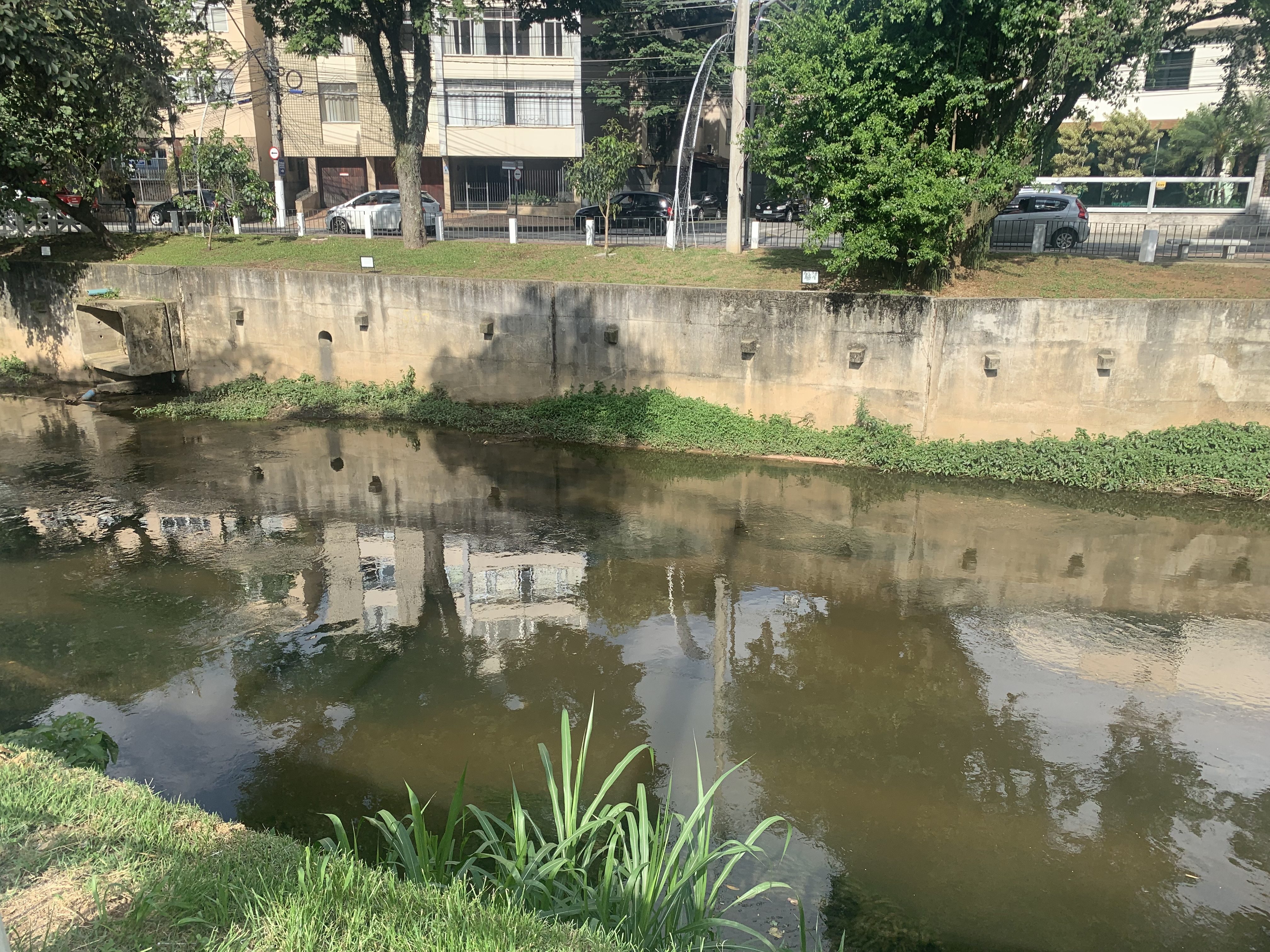
Rio Bengalas, no centro de Nova Friburgo

O relevo de Nova Friburgo é predominantemente montanhoso, com destaque para morros e picos e a altitude é superior a 200 metros acima do nível do mar.  A altitude máxima encontra-se no Pico Maior de Friburgo, que chega aos 2 366 metros, enquanto a altitude mínima é de 846 metros. Também merece menção o Pico da Caledônia, cuja altitude máxima chega a 2 257 metros.
O principal curso hídrico que passa por Nova Friburgo é o rio Bengalas. O município integra a bacia do rio Grande. A vegetação predominante é a Mata Atlântica, sendo que o principal problema ambiental presente, era o desmatamento.
Por vezes, na estação das chuvas, os rios que cortam o município, principalmente o rio Bengalas, sofrem com a elevação de seus níveis, provocando enchentes em suas margens, o que exige a existência de um sistema de alerta contra enchentes eficaz. A cidade foi uma das mais afetadas pelas enchentes de 2011.

### Clima

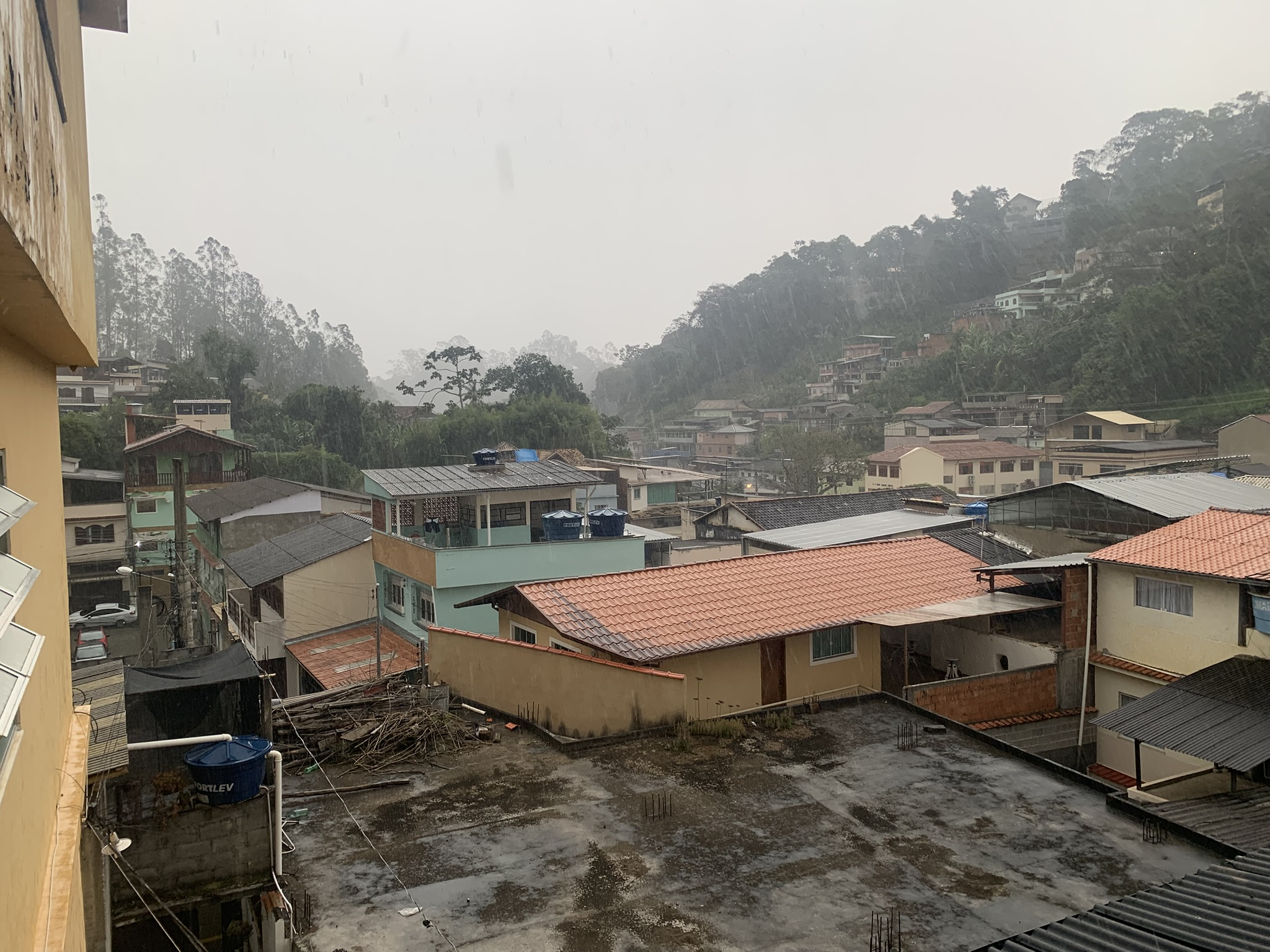
Chuva no bairro Catarcione em 29 de novembro de 2024

Conforme a Classificação climática de Köppen-Geiger, o clima é caracterizado como mesotérmico brando (Cfb). Segundo dados do Instituto Nacional de Meteorologia (INMET), referentes ao período de 1961 a 2003, a menor temperatura registrada em Nova Friburgo foi de 1 °C em quatro ocasiões, duas em junho de 1968, nos dias 1° e 28, e as demais em 7 de junho de 1969 e 22 de julho de 1981. Porém, fora desse período, mais recentemente, a temperatura mínima absoluta no município foi de −1,1 °C nos dias 4 de setembro de 2011 e 8 de agosto de 2014, na estação automática do mesmo instituto. A maior temperatura registrada foi de 36 °C em 17 de novembro de 1985. Porém, a máxima absoluta foi de 37,3 °C em 30 de outubro de 1948.

Ainda conforme o INMET, nos períodos de 1961 e 1983 e 2002 a 2003, o maior acumulado de precipitação em 24 horas atingiu de 165,4 mm em 16 de dezembro de 1966. Outros grandes acumulados foram 125,8 mm em 20 de outubro de 1962, 113 mm em 24 de janeiro de 1964, 108,6 mm em 13 de janeiro de 1978, 105,6 mm em 28 de novembro de 1978 e 103,8 mm em 24 de dezembro de 1966. janeiro de 1964, com 503,7 mm, foi o mês de maior precipitação.
| Dados climatológicos para Nova Friburgo | Dados climatológicos para Nova Friburgo | Dados climatológicos para Nova Friburgo | Dados climatológicos para Nova Friburgo | Dados climatológicos para Nova Friburgo | Dados climatológicos para Nova Friburgo | Dados climatológicos para Nova Friburgo | Dados climatológicos para Nova Friburgo | Dados climatológicos para Nova Friburgo | Dados climatológicos para Nova Friburgo | Dados climatológicos para Nova Friburgo | Dados climatológicos para Nova Friburgo | Dados climatológicos para Nova Friburgo | Dados climatológicos para Nova Friburgo |
| Mês | Jan                                     | Fev                                     | Mar                                     | Abr                                     | Mai                                     | Jun                                     | Jul                                     | Ago                                     | Set                                     | Out                                     | Nov                                     | Dez                                     | Ano                                     |
| --- | --------------------------------------- | --------------------------------------- | --------------------------------------- | --------------------------------------- | --------------------------------------- | --------------------------------------- | --------------------------------------- | --------------------------------------- | --------------------------------------- | --------------------------------------- | --------------------------------------- | --------------------------------------- | --------------------------------------- |
| Temperatura máxima recorde (°C) | 35,2                                    | 33,3                                    | 35,8                                    | 33,6                                    | 32,2                                    | 29,4                                    | 30,2                                    | 33                                      | 33,6                                    | 35                                      | 36                                      | 34                                      | 36                                      |
| Temperatura máxima média (°C) | 27,9                                    | 28,5                                    | 27                                      | 26,1                                    | 23,7                                    | 22,5                                    | 22,2                                    | 23,2                                    | 23,5                                    | 25                                      | 25,8                                    | 26,2                                    | 25,1                                    |
| Temperatura mínima média (°C) | 17,8                                    | 17,7                                    | 17,5                                    | 16,1                                    | 13                                      | 10,6                                    | 9,9                                     | 10,8                                    | 12,9                                    | 14,9                                    | 16,2                                    | 17                                      | 14,5                                    |
| Temperatura mínima recorde (°C) | 10                                      | 7                                       | 9,1                                     | 3,6                                     | 1,3                                     | 1                                       | 1                                       | 2                                       | 2                                       | 6,6                                     | 5,3                                     | 9,2                                     | 1                                       |
| Precipitação (mm) | 232,1                                   | 165,2                                   | 154,6                                   | 61,4                                    | 39,8                                    | 32,3                                    | 24,7                                    | 23,7                                    | 52,4                                    | 86,3                                    | 186,1                                   | 221,2                                   | 1 279,8                                 |
| Dias com precipitação (≥ 1 mm) | 14                                      | 11                                      | 11                                      | 7                                       | 5                                       | 5                                       | 4                                       | 3                                       | 5                                       | 9                                       | 12                                      | 14                                      | 100                                     |
| Umidade relativa compensada (%) | 77                                      | 78                                      | 78                                      | 82                                      | 82                                      | 83                                      | 83                                      | 81                                      | 80                                      | 81                                      | 80                                      | 80                                      | 80,4                                    |
| Insolação (h) | 153,2                                   | 136,6                                   | 157,3                                   | 133,2                                   | 158,7                                   | 132                                     | 149,1                                   | 166,1                                   | 139,4                                   | 97,3                                    | 109,2                                   | 143,5                                   | 1 675,6                                 |
| Fonte: Instituto Nacional de Meteorologia (normal climatológica de 1981-2010; precipitação, umidade relativa e horas de sol: normal climatológica de 1961-1990; recordes de temperatura: 01/02/1961 a 28/02/2003) |                                         |                                         |                                         |                                         |                                         |                                         |                                         |                                         |                                         |                                         |                                         |                                         |                                         |

## Demografia
Em 2022, a população do município foi contada pelo Instituto Brasileiro de Geografia e Estatística (IBGE) em 189 939 habitantes. Em 2010, a população era de 182 082 habitantes. Segundo o censo daquele ano, 87 254 habitantes eram homens e 94 828 habitantes mulheres. Segundo o censo de 2010, 159 372 habitantes viviam na zona urbana e 22 710 na zona rural. Da população total no ano de 2010, 35 838 habitantes tinham menos de 15 anos, 128 357 habitantes tinham de 15 a 64 anos e 17 887 pessoas possuíam mais de 65 anos, sendo que a esperança de vida ao nascer era de 75,77 anos e a taxa de fecundidade total por mulher era de 1,87.

### Indicadores e religião

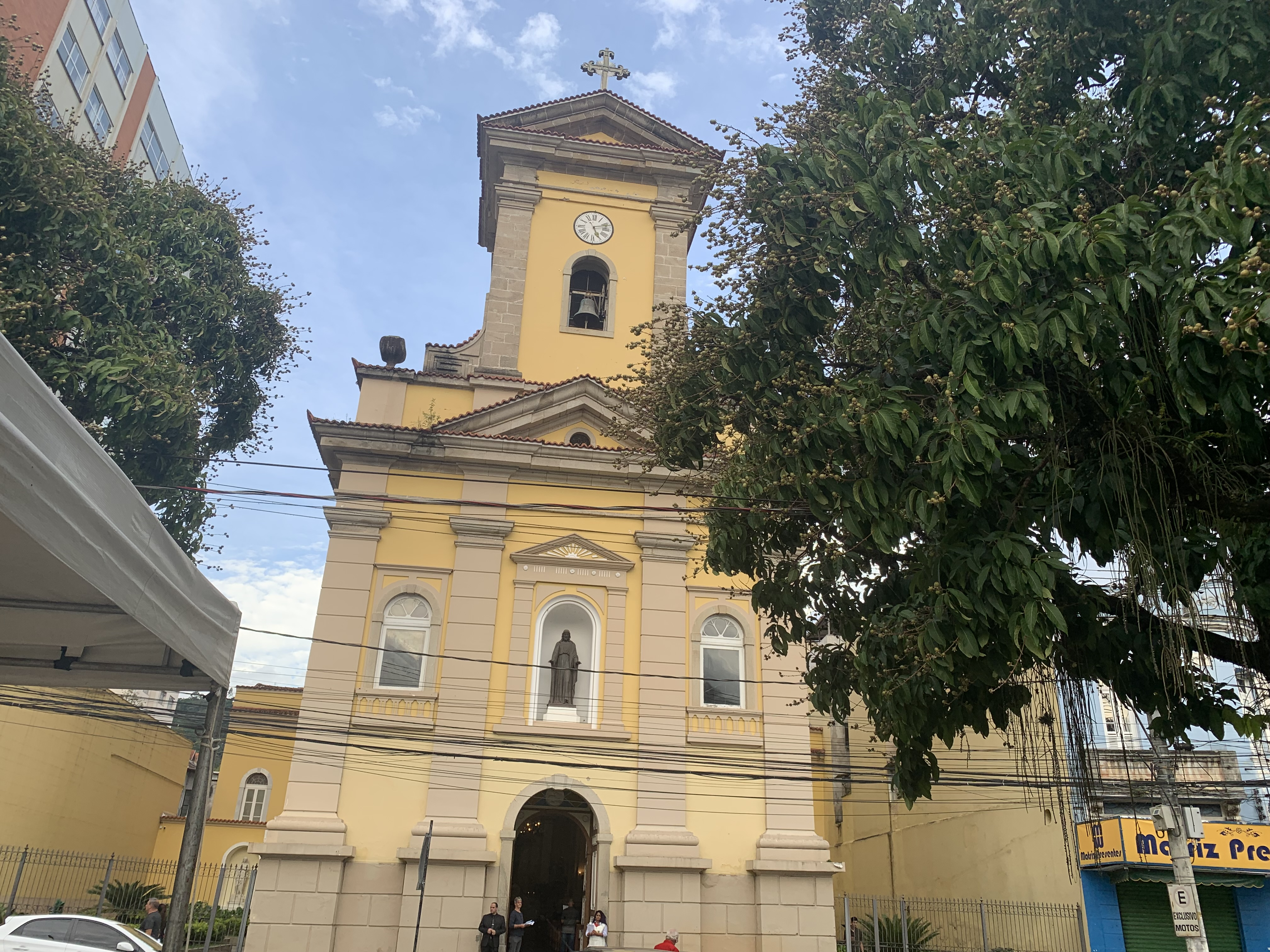
Catedral de São João Batista

O Índice de Desenvolvimento Humano Municipal (IDH-M) de Nova Friburgo é considerado alto pelo Programa das Nações Unidas para o Desenvolvimento (PNUD), sendo que seu valor é de 0,745 (o 13º maior do Rio de Janeiro e 648º maior do Brasil). A cidade possui a maioria dos indicadores próximos à média nacional segundo o PNUD. Considerando-se apenas o índice de educação, o valor é de 0,645, o valor do índice de longevidade é de 0,846 e o de renda é de 0,758. De 2000 a 2010, a proporção de pessoas com renda domiciliar per capita de até meio salário mínimo reduziu em 50,72%. Em 2010, 95,21% da população vivia acima da linha de pobreza, 3,51% encontrava-se na linha da pobreza e 1,28% estava abaixo. o coeficiente de Gini, que mede a desigualdade social, era de 0,42, sendo que 1,00 é o pior número e 0,00 é o melhor. Em 2010, 95,21% da população vivia acima da linha de pobreza, 3,51% encontrava-se na linha da pobreza e 1,28% estava abaixo. No mesmo ano, a participação dos 20% da população mais rica da cidade no rendimento total municipal era de 56,57%, ou seja, 12,29 vezes superior à dos 20% mais pobres, que era de 4,8%.
De acordo com dados do censo de 2010 realizado pelo IBGE, a população municipal está composta por: 86 882 católicos, 51 384 evangélicos, 41 judeus, 6 404 espíritas, 26 598 pessoas sem religião e 393 não sabem. O município abriga a sé episcopal da Diocese de Nova Friburgo, que é a Catedral de São João Batista, composta por 19 municípios.

### Etnias e emigração
Em 2022, a população era composta por 125 897 brancos, 18 825 negros, 301 amarelos, 44 773 pardos e 132 indígenas. Considerando-se a região de nascimento, 176 977 eram nascidos no Sudeste, 2 628 no Nordeste, 621 no Sul 321 no Centro-Oeste e 341 na Região Norte. 172 145 habitantes eram naturais do Rio de Janeiro e, desse total, 124 740 eram nascidos em Nova Friburgo.
Além de sua diversidade étnica e regional, Nova Friburgo também é reconhecida por sua significativa herança cultural europeia, especialmente alemã e suíça, resultado da imigração alemã e suíça no início do século XIX. Esses imigrantes foram os pioneiros na colonização da região, estabelecendo as bases para o desenvolvimento de uma das principais áreas de produção de lã e queijo do Brasil. A influência desses grupos é evidente até hoje, não apenas na arquitetura e nas festividades locais, como a famosa Festa da Cerveja, mas também no dinamismo econômico e no perfil demográfico da cidade. Este legado cultural é complementado por recentes ondas de emigração interna e externa, que continuam a enriquecer o tecido social e econômico de Nova Friburgo, tornando-a um exemplar vivo de intercâmbio cultural no estado do Rio de Janeiro.

## Política e subdivisões

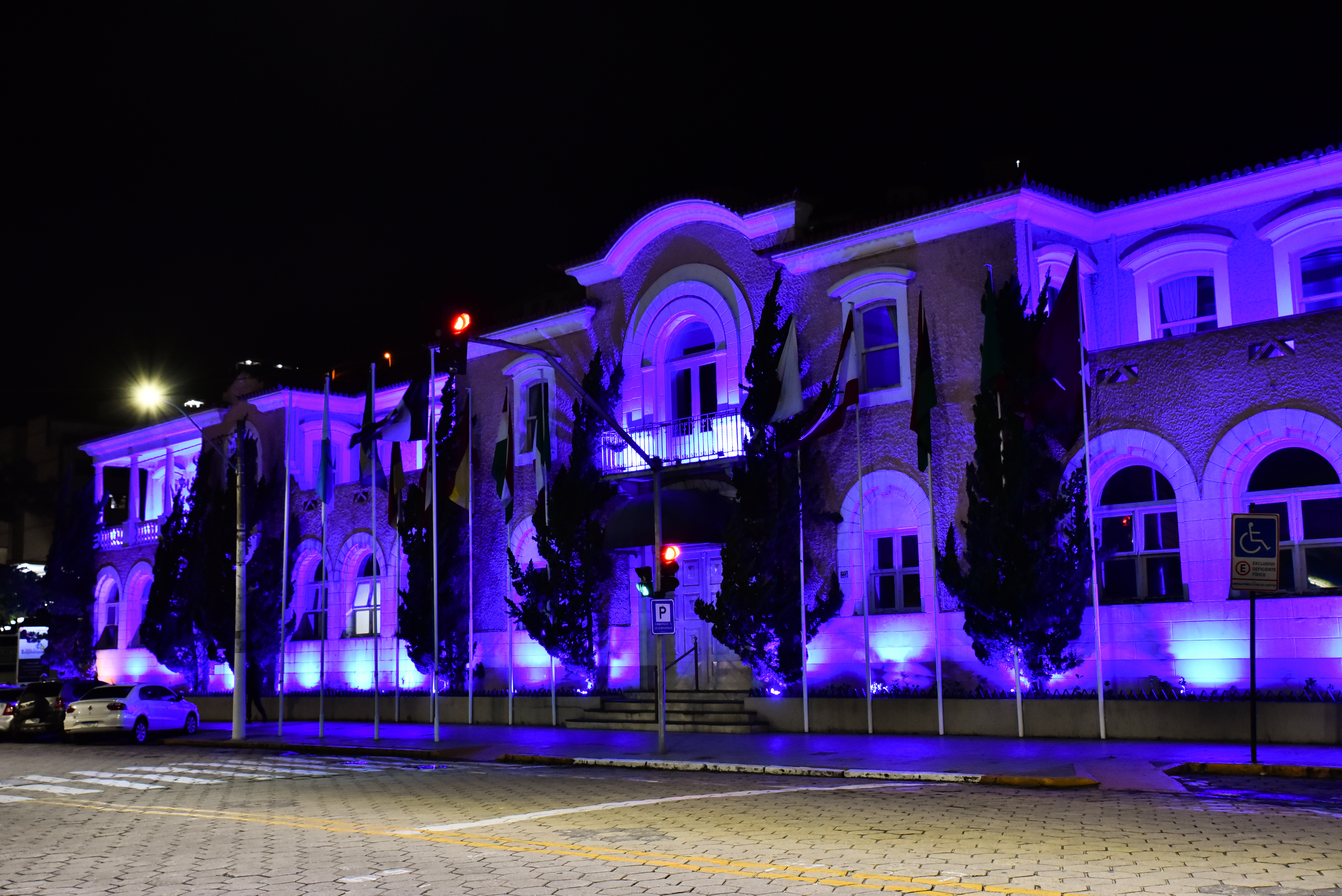
Prefeitura de Nova Friburgo, iluminada de roxo à noite

A administração municipal se dá pelos Poderes Executivo e Legislativo. O Executivo é exercido pelo prefeito, auxiliado pelo seu gabinete de secretários. Seu primeiro prefeito foi o Everard Barreto de Andrade. O prefeito que venceu as eleições municipais de 2024 foi Johnny Maycon, do Partido Liberal, que conquistou um total de 64,99% dos votos validos, tendo Rodrigo Ascoly (Movimento Democrático Brasileiro) como vice-prefeito. O Poder Legislativo, por sua vez, é constituído pela câmara municipal, composta por vinte e um vereadores. Cabe à casa elaborar e votar leis fundamentais à administração e ao Executivo, especialmente o orçamento participativo (lei de diretrizes orçamentárias). Segundo o Tribunal Superior Eleitoral (TSE), em janeiro de 2024 Nova Friburgo possuía 62 920 eleitores, o que representa 0,49% do eleitorado fluminense.
O município é dividido em oito distritos: Sede, Riograndina, Campo do Coelho, Amparo, Lumiar, Conselheiro Paulino, São Pedro da Serra e Muri. Segundo a prefeitura em 2022, a cidade era composta em 40 bairros, dos quais os mais populosos eram o Olaria (15 103 habitantes) Centro (14 233 habitantes) e Conselheiro Paulino (12 943 habitantes).

## Economia

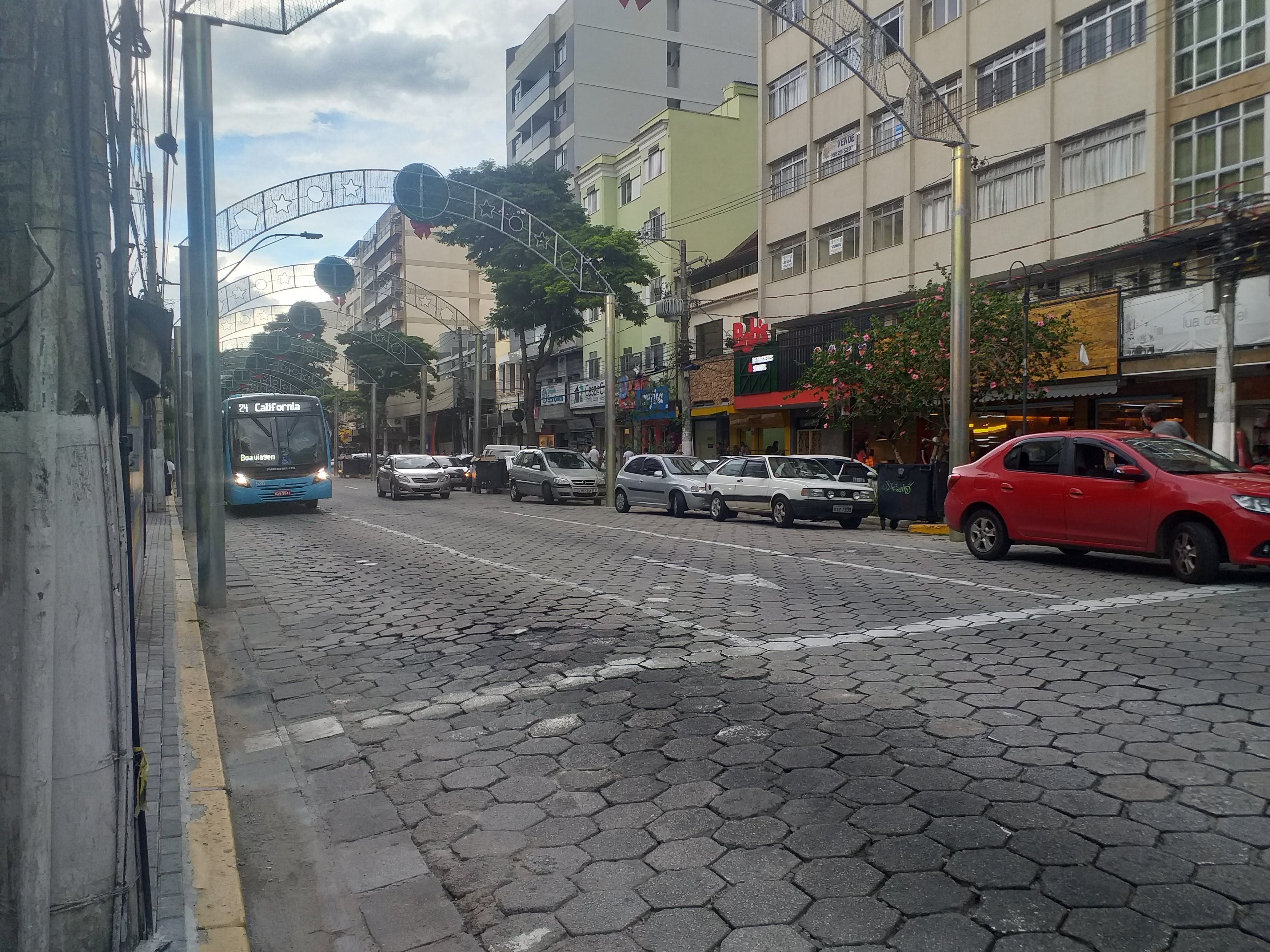
Comércio na Avenida Alberto Braune

No Produto Interno Bruto (PIB) de Nova Friburgo, destacam-se as áreas da indústria e de prestação de serviços. De acordo com dados do IBGE, relativos a 2021, o PIB a preços recorrentes do município era de R$ 6 324 934,84 mil. 662 874,19 mil eram de impostos sobre produtos líquidos de subsídios a preços correntes e o PIB per capita era de R$ 33 000,12 mil.
Em 2021, salários, com outras remunerações, somavam 1 274,274 mil reais e o salário médio mensal de todo o município era de 1,8 salários mínimos. Havia 7 893 unidades locais e 7 506 empresas atuantes.

### Setor primário

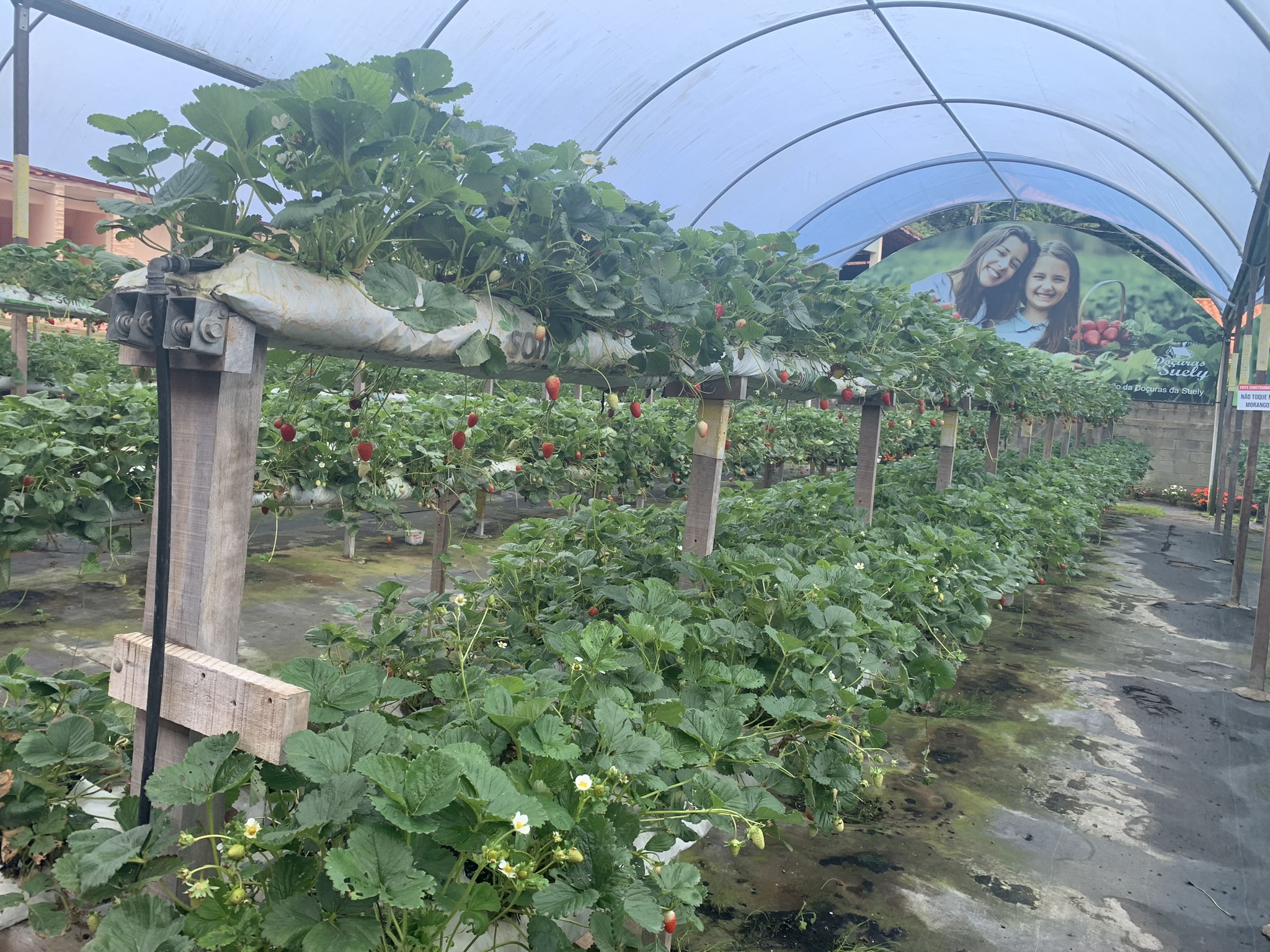
Plantação de morangos no distrito do Campo do Coelho

Em 2022, a pecuária e a agricultura acrescentavam 130 267,26 mil reais na economia de Nova Friburgo, enquanto em 2010, 5,95% da população economicamente ativa do município estava ocupada no setor. Segundo o IBGE, em 2022 o município possuía um rebanho de 5 644 bovinos, 1 210 equinos, 5 200 suínos, 330 caprinos, 350 ovinos e 13 000 galináceos, entre estas galinhas, galos, frangos e pintinhos, além de 1 250 codornas. Na lavoura temporária do mesmo ano foram produzidos 12 600 toneladas de tomates e 576 toneladas de mandiocas. e na lavoura permanente, 434 toneladas de goiabas, 2 141 toneladas de bananas e 1 345 toneladas de caquis. Ainda no mesmo ano, o município também produziu 170 leites, 108 ovos de galinhas e 60 500 quilos de mel de abelha.

### Setores secundário e terciário

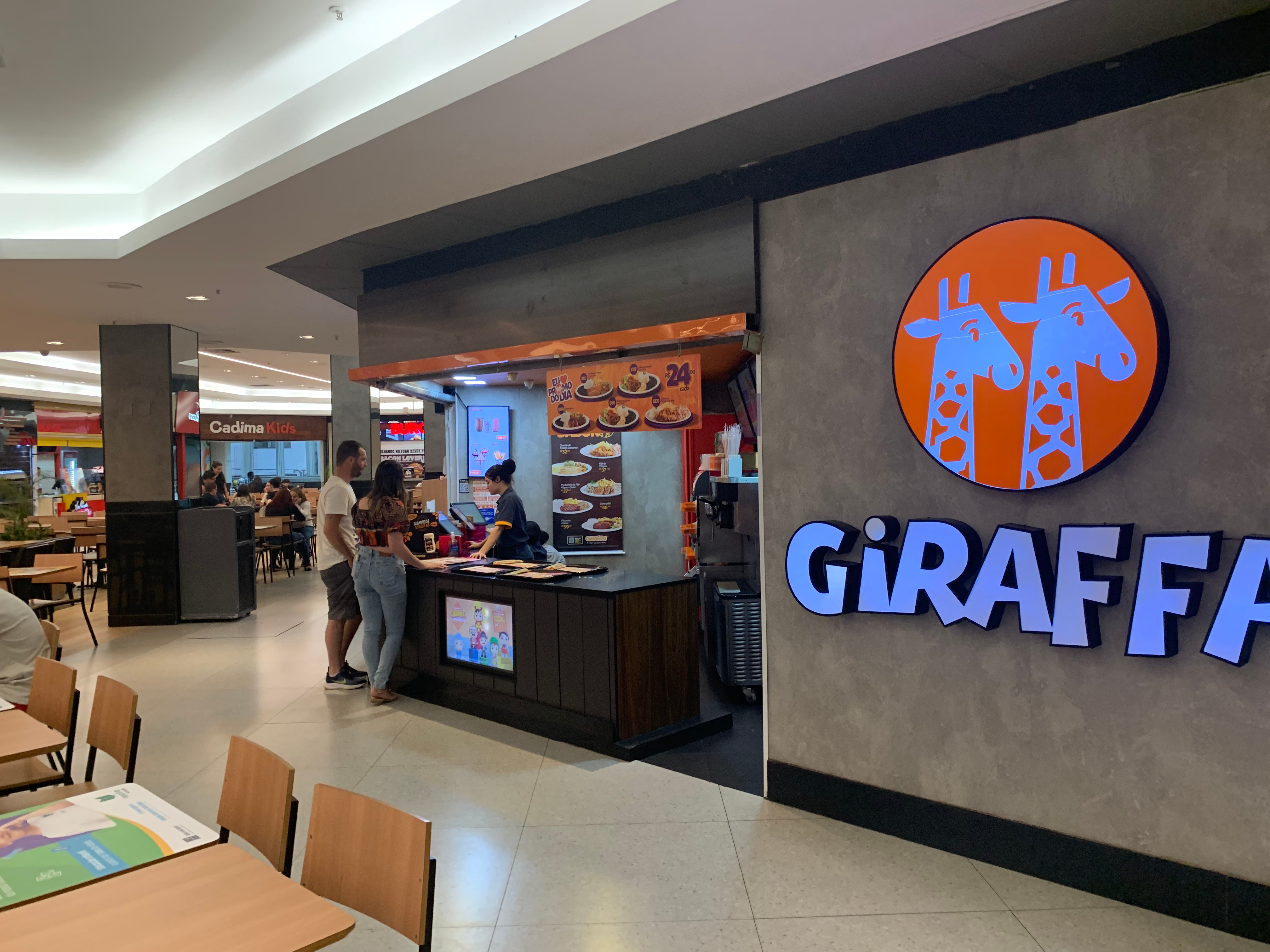
Fast-food Giraffas em Cadima Shopping

A indústria, em 2021 era o segundo setor mais relevante para a economia do município. 768 816,71 mil reais do PIB municipal eram do valor adicionado bruto do setor secundário. As principais indústrias da cidade estão ligadas ao setor alimentício com destaque para as empresas de beneficiamento de cafés das lavouras da região de serrana, principalmente os cafés com destaque de qualidade, conhecidos como cafés especiais. Outro setor importante é o setor de extração mineral, havendo um considerável número de serrarias e cerâmicas, apesar de que estes ramos industriais já foram mais representativos na cidade. Segundo estatísticas do ano de 2010, 27,59% dos trabalhadores de Nova Friburgo estavam ocupados no setor da indústria de transformação.
O setor terciário é o mais relevante para a economia municipal. Em 2010, 6,42% da população ocupada estava empregada no setor de construção, 0,61% nos setores de utilidade pública, 16,50% no comércio e 38,77% no setor de serviços e em 2021, 5 662 060,65 mil reais do PIB municipal eram do valor adicionado bruto do setor terciário.
O principal centro comercial e econômico da cidade é a Avenida Alberto Braune, famosa por ser um local de compras, comércio, bancos e muito movimento. A avenida responde pela maior concentração de lojas da cidade. Um dos principais centro de compras é o Cadima Shopping, localizado no centro da cidade e é um dos mais movimentados da região, inaugurado em 1998. Além de possuir grandes lojas e marcas, como as Lojas Americanas, Casa e Video, Renner, Burger King, Cacau Show, Giraffas e Subway. Outro centro de compras é o Friburgo Shopping, localizado no mesmo bairro e inaugurado em 1997. Inclui grandes lojas e marcas, como McDonald's, Bob's e Burger King.

## Infraestrutura

### Habitação e criminalidade

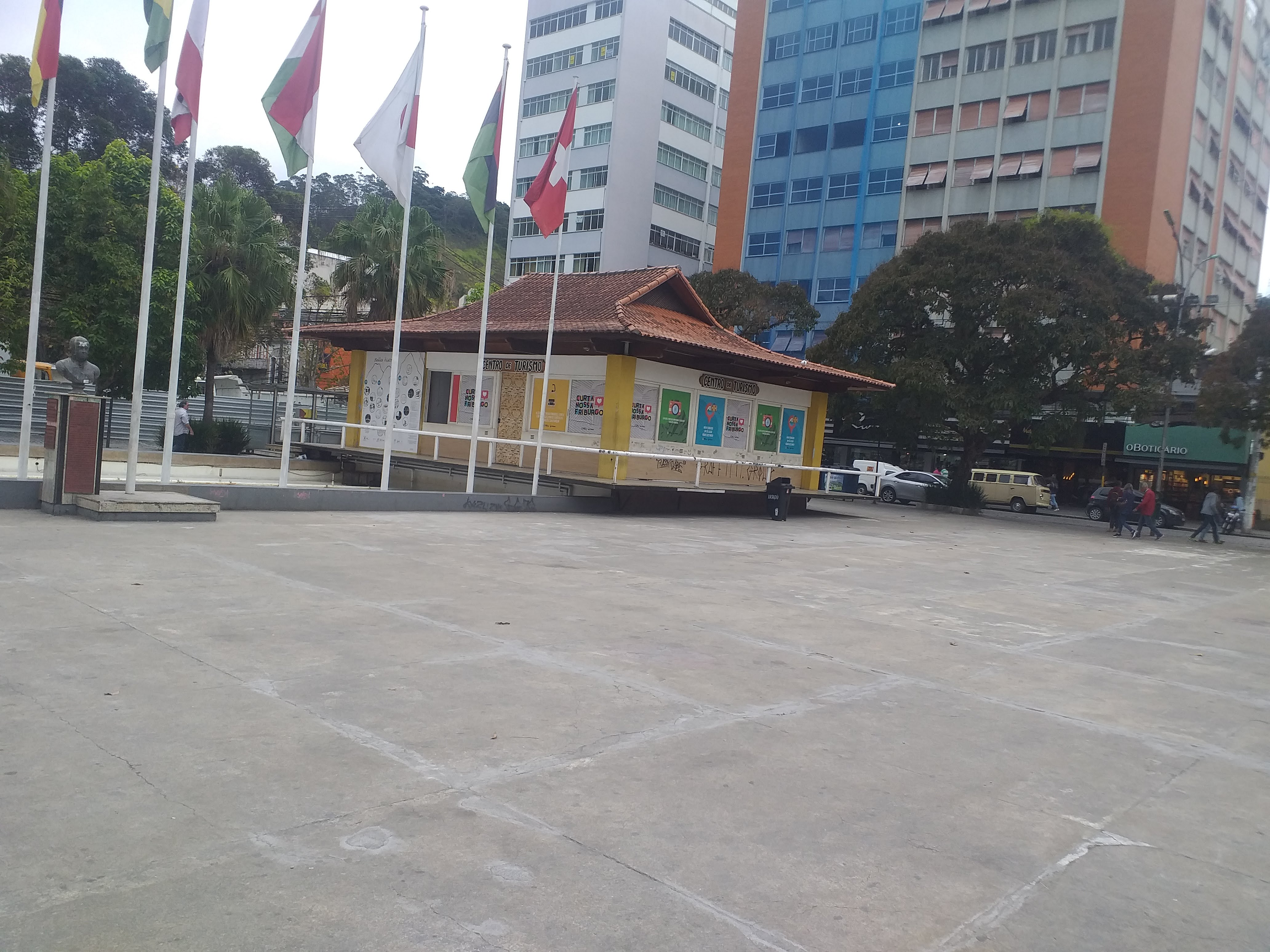
Praça Demerval Barbosa Moreira

No ano de 2022, a cidade tinha 97 082 domicílios particulares permanentes. Desse total, 57 943 eram casas, 3 135 eram casas de vila ou condomínios e 15 370 eram apartamentos. Naquele ano, 78,54% dos domicílios eram atendidos pela rede geral de abastecimento de água; 99,43% das moradias possuíam coleta de lixo (seja por serviço de limpeza ou não) 99,43% das residências possuíam banheiro de uso exclusivo do domicílio e 74,54% possuíam conexão à rede de esgoto.
Como na maioria dos municípios médios e grandes brasileiros, o acidente de trânsito continua sendo um problema em Nova Friburgo. Em 2021, a taxa de agressões no município foi de 8,87 para cada 100 mil habitantes. O índice de suicídios naquele ano para cada 100 mil habitantes foi de 7,30. Já em relação à taxa de óbitos por acidentes de trânsito, o índice foi de 10,5 para cada 100 mil habitantes. Nova Friburgo é considerado o segundo município mais seguro no estado do Rio de Janeiro.

### Educação

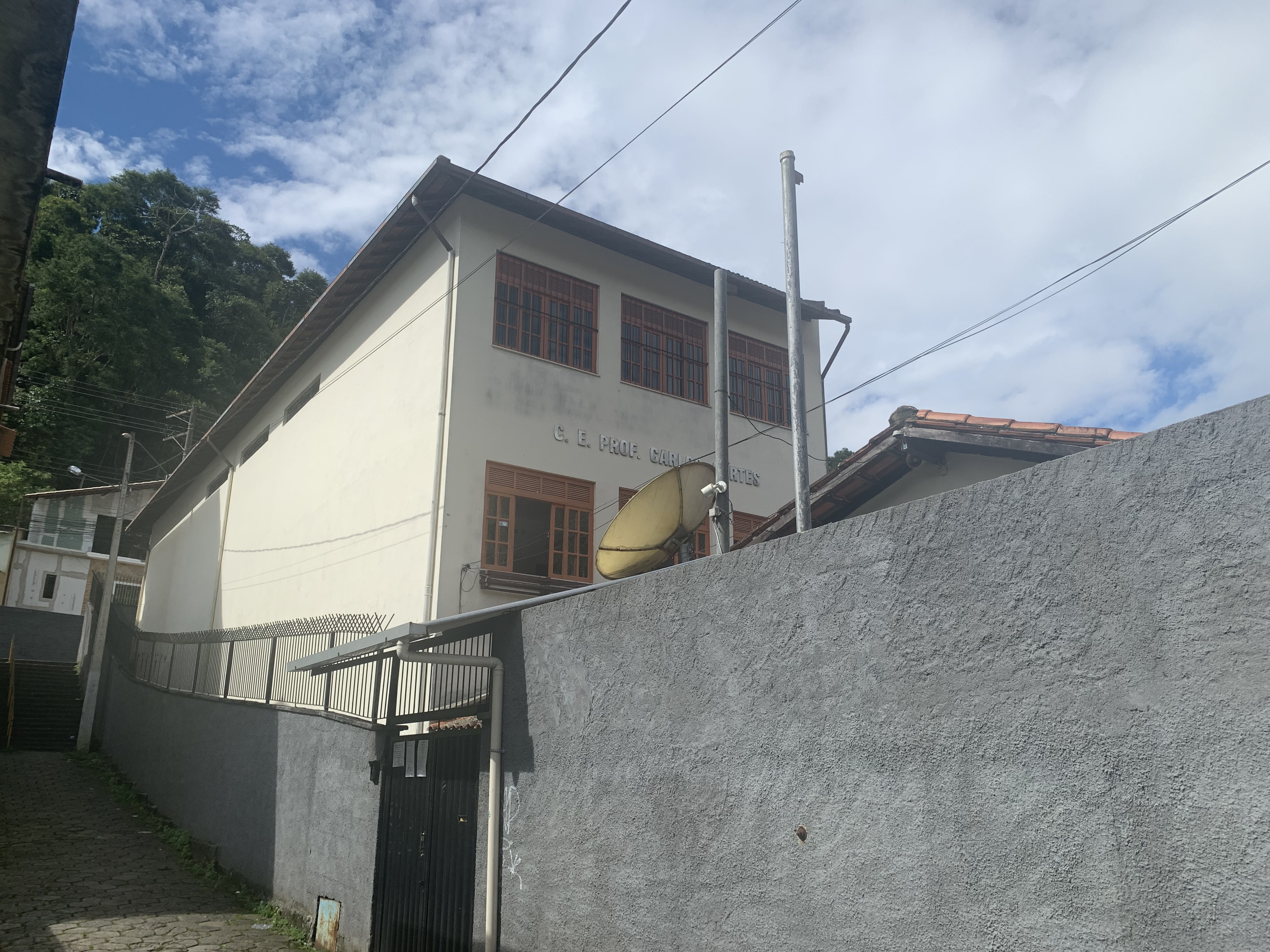
Vista do Colégio Estadual Professor Carlos Cortes, no bairro Catarcione

Na área da educação, o Índice de Desenvolvimento da Educação Básica (IDEB) médio entre as escolas públicas de Nova Friburgo era, no ano de 2021, de 5,2 entre os alunos do 5º ano (a 63ª maior do Rio de Janeiro), numa escala de avaliação que vai de nota 1 à 10. Entre os estudantes do 9º ano, a nota também foi de 5,2 (22ª colocada do estado) e do ensino médio de 5. Em 2010, 96,07% das crianças com faixa etária entre cinco e seis anos estavam matriculadas na educação infantil, ao mesmo tempo que 82,71% da população de 11 a 13 anos cursavam as séries finais do ensino fundamental. Contudo, da população de 15 a 17 anos, 54,42% haviam finalizado o ensino fundamental, enquanto 46,30% dos residentes de 18 e 20 anos tinham terminado o ensino médio. Os habitantes tinham uma expectativa média de 9,03 anos de estudo, enquanto 5,99% das pessoas com 25 anos ou mais eram analfabetas. Dentre essa faixa etária, 51,61% tinham completado o ensino fundamental, 34,39% o ensino médio e 11,77% o ensino superior. Já em 2022, a distorção idade-série entre alunos do ensino fundamental, ou seja, com idade superior à recomendada, era de 17,2% para os anos iniciais e 26% nos anos finais e, no ensino médio, a defasagem chegava a 27,2%.

Em 2010, de acordo com dados da amostra do censo demográfico, da população total, 48 085 habitantes frequentavam creches e/ou escolas. Desse total, 2 851 frequentavam creches, 4 775 estavam no ensino pré-escolar, 3 173 na classe de alfabetização, 22 515 no ensino fundamental, 6 116 no ensino médio, 286 na educação de jovens e adultos do ensino fundamental, 1 412 na educação de jovens e adultos do ensino médio, 4 852 no ensino superior, 589 na especialização de nível superior, 103 em mestrado e 54 em doutorado. 133 997 pessoas não frequentavam unidades escolares, sendo que 12 091 nunca haviam frequentado e 121 906 haviam frequentado alguma vez. Em 2021, havia 34 777 matrículas nas instituições de educação infantil e ensinos fundamental e médio de Nova Friburgo.
| Ensino pré-escolar | 6 781  | 623   | 130 |
| Ensino fundamental | 22 005 | 1 449 | 135 |
| Ensino médio       | 5 991  | 676   | 43  |

### Saúde

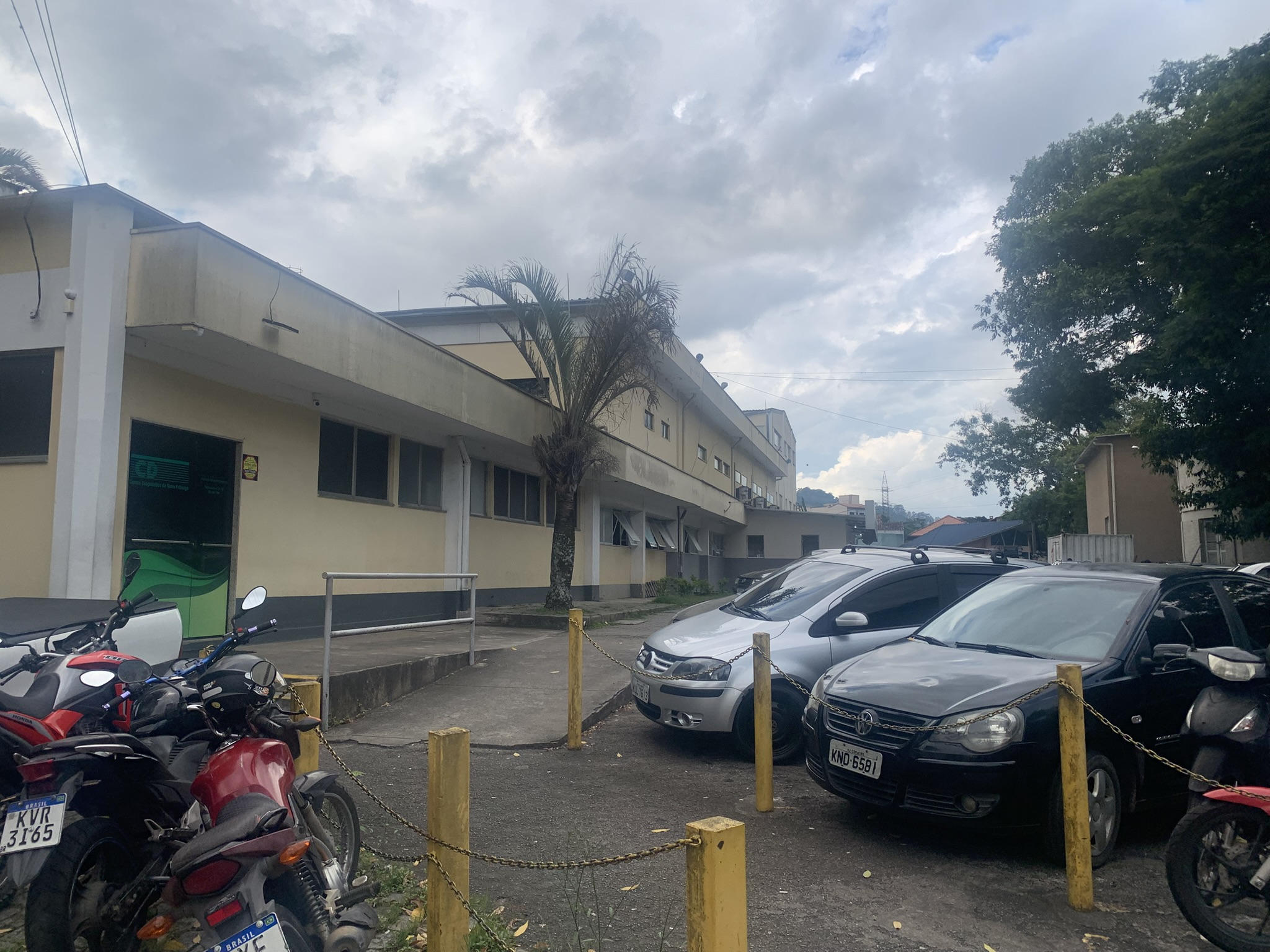
Hospital Municipal Raul Sertã em novembro de 2024

A rede de saúde inclui 22 unidades básicas de saúde, um posto de saúde, quatro hospitais gerais, dois hospitais especializados e três centros de atenção psicossocial (CAPS). O município conta com alguns hospitais importantes. Um deles é o Hospital Raul Sertã, o principal e importante hospital da cidade administrado pela prefeitura municipal de Nova Friburgo e é referenciado no interior do Rio de Janeiro. O Hospital Raul Sertã foi inaugurado em 28 de abril de 1918. Outro hospital importante é o Hospital São Lucas, inaugurado em 17 de abril de 1966.
Nova Friburgo conta com cinco cemitérios municipais. Em 2020, foram registrados 1 848 óbitos por morbidades, dentre os quais as doenças do sistema circulatório representaram a maior causa de mortes (23,59%), seguida pelos tumores (15,80%). Ao mesmo tempo, foram registrados 2 067 nascidos vivos, sendo que o índice de mortalidade infantil no mesmo ano foi de 12,09 óbitos de crianças menores de um ano a cada mil nascidos vivos. Cabe ressaltar que, em 2016, 0,60% das mulheres de 10 a 17 anos tiveram filhos.

### Comunicações e serviços

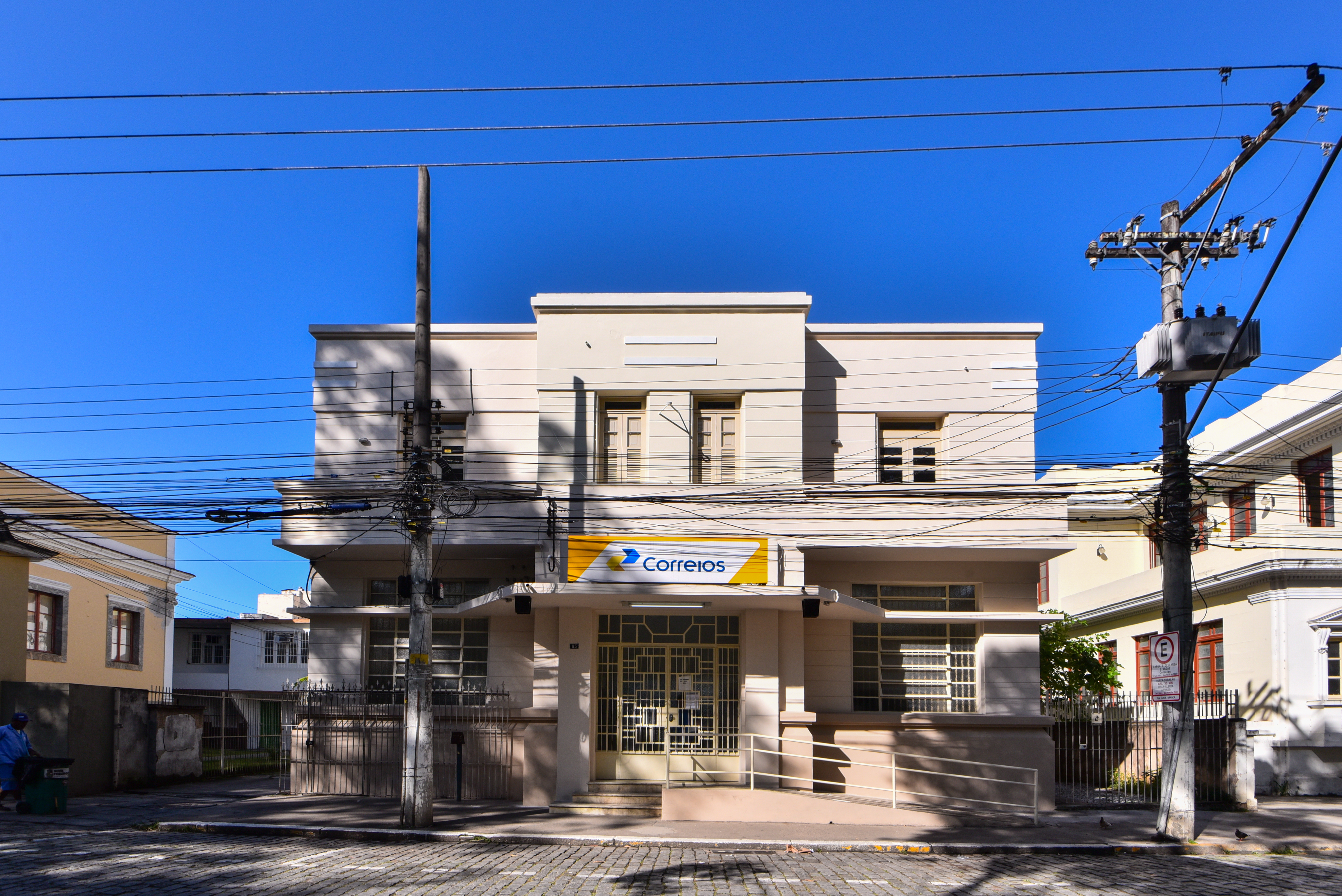
Agência dos Correios no Centro

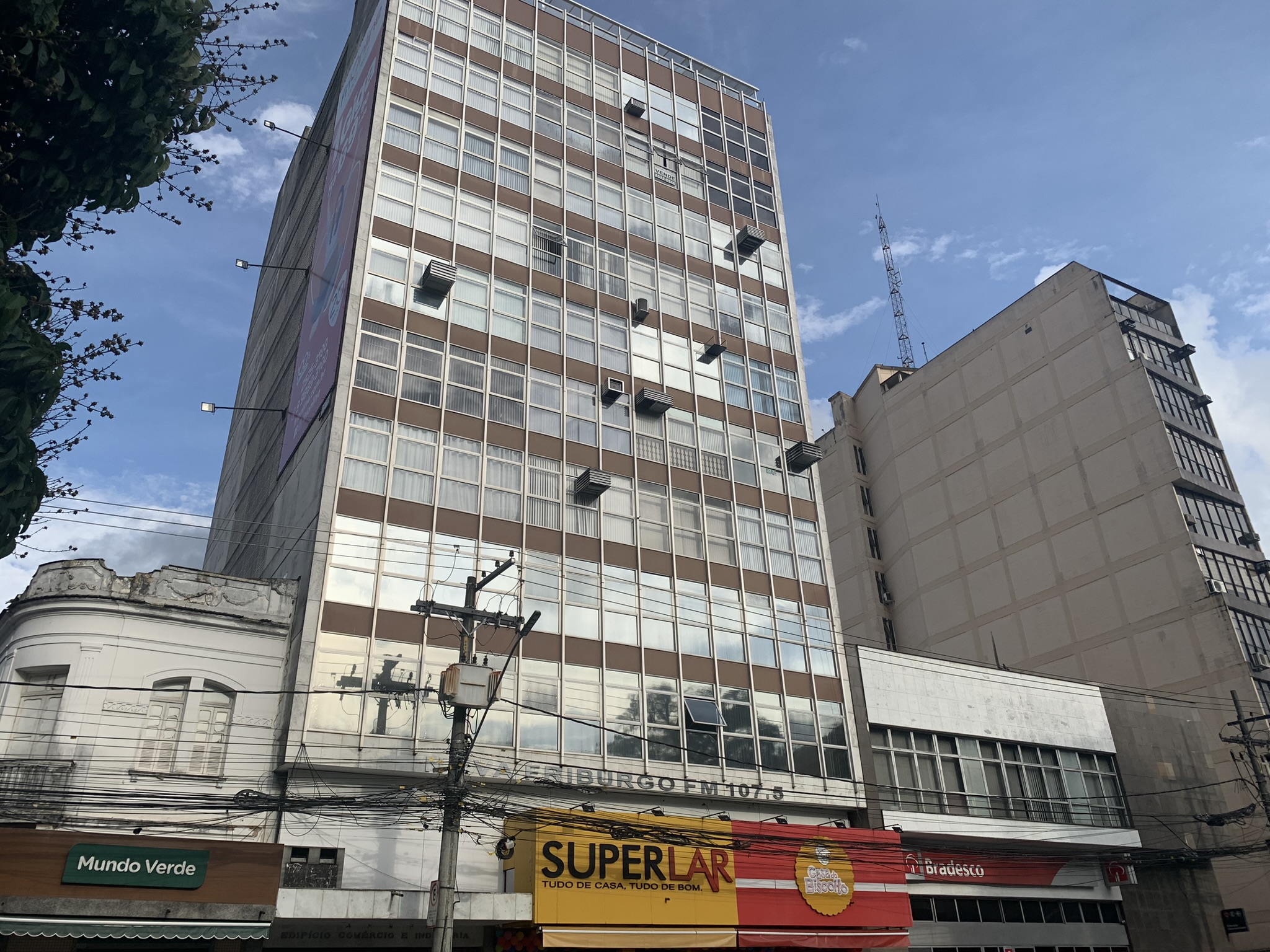
Sede da Nova Friburgo FM, no centro da cidade

O código de área (DDD) de Nova Friburgo é 022 e o Código de Endereçamento Postal (CEP) da cidade vai de 28600-001 à 28636-999. Em fevereiro de 2009, a região serrana passou a ser servida pela portabilidade, assim como as outras cidades de mesmo DDD. O serviço postal é atendido por nove agências da Empresa Brasileira de Correios e Telégrafos funcionando em bairros estratégicos do município.
Há sinal de diversas emissoras de televisão aberta, dentre as quais SBT Interior RJ, Band Rio Interior e InterTV Serramar (TV Globo). A Rádio Friburgo foi a primeira emissora de rádio do município desde 1946. Dentre os jornais locais com circulação diária, destacam-se o A Voz da Serra desde 1945.
O serviço de abastecimento de energia elétrica do município é feito pela Energisa. A empresa serve em 11 estados e 862 municípios atendidos em distribuição do Brasil. O serviço de coleta de lixo é feito pela própria prefeitura, enquanto o abastecimento de água da cidade é feito pela Águas de Nova Friburgo (Grupo Águas do Brasil). A Empresa é atendida em 32 municípios.

### Transportes
Em 2022, Nova Friburgo teve uma frota de 133 702 veículos, sendo 83 835 automóveis, 3 632 caminhões, 5 638 caminhonetas, 8 670 caminhonetes, 23 476 motocicletas, 2 958 motonetas, 1 765 utilitários, 340 ônibus, 366 micro-ônibus, 358 caminhões trator e 26 outros tipos de veículos, sendo o automóvel o mais utilizado. Nova Friburgo possui acesso a quatro rodovias estadual: a RJ-116, que começa com Itaboraí e termina no distrito de Comendador Venâncio, o RJ-142 que termina em Casimiro de Abreu, a RJ-150 que liga até o São José do Ribeirão, distrito de Bom Jardim e a RJ-148 que liga até o Córrego da Prata, no município de Carmo.
Nova Friburgo conta com dois terminais rodoviários: o Rodoviário Sul inaugurado em 1995 e localizado em Ponte da Saudade e o Terminal Norte localizado em Duas Pedras. No centro da cidade existe a antiga rodoviária urbana, hoje chamada Estação Livre que atende à cidade nas linhas urbanas e rurais.

## Cultura

### Instituições culturais
O órgão gestor da cultura no município atua subordinadamente à chefia do poder executivo. Dentre os espaços culturais, destaca-se a existência da Biblioteca Pública Municipal de Nova Friburgo mantida pelo poder público municipal e galerias de arte, segundo o IBGE em 2021.
Também há equipes artísticas de manifestação tradicional popular, segundo o IBGE em 2012.

### Eventos e atrativos
Dentre os eventos do calendário turístico do município, estão o carnaval, que ocorre 09 a 13 de fevereiro, a festa da cerveja, de 10 a 26 de maio, o Amor sobe a Serra de 7 a 9 de junho, o festival de inverno, de 21 a 30 de junho, e reveillon em 31 de dezembro.

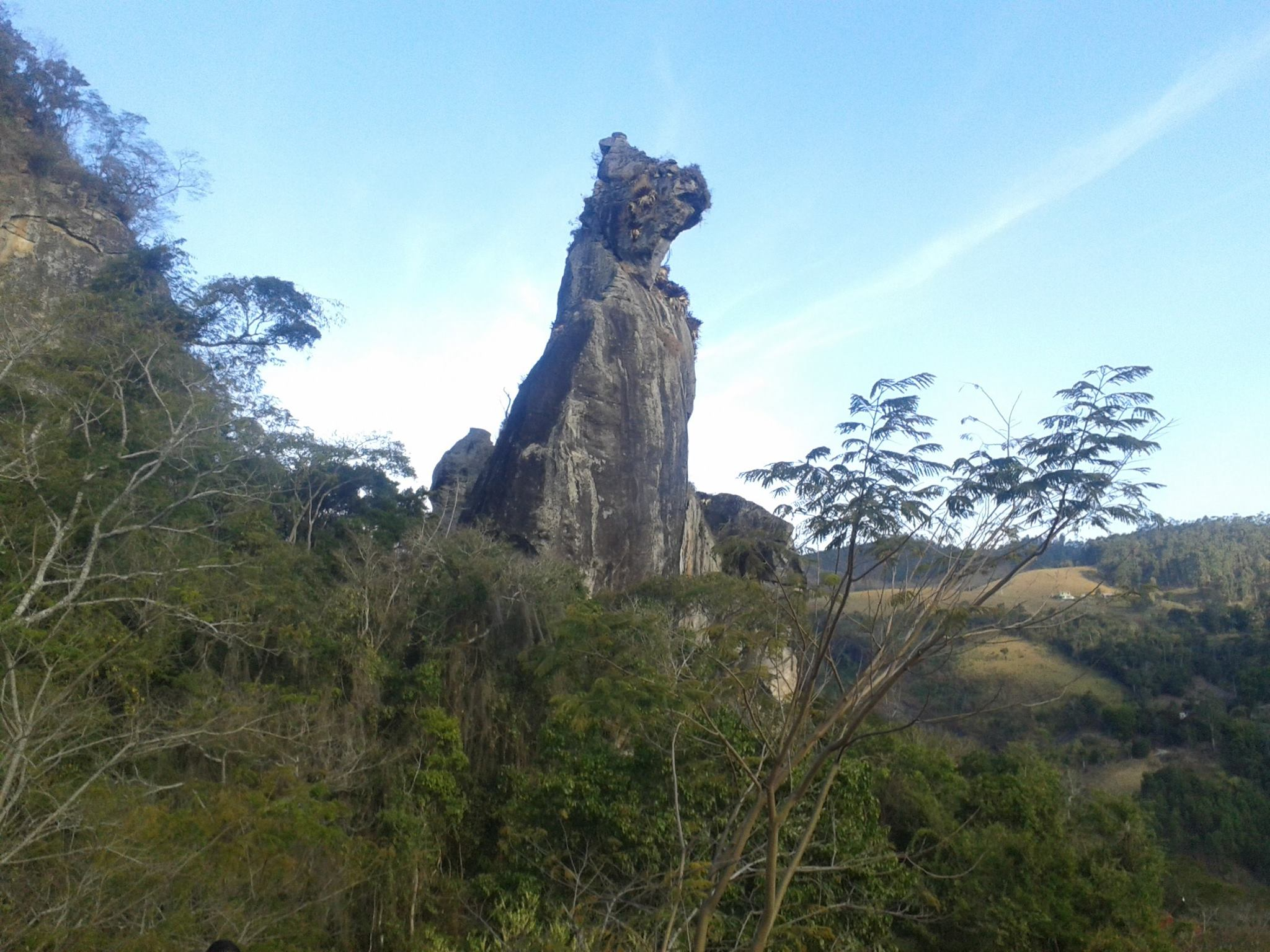
Pedra do Cão Sentado, que leva 40 minutos de caminhada

A principal atração turística de Nova Friburgo é a Pedra do Cão Sentado, situada à margem da rodovia que liga Nova Friburgo ao município de Bom Jardim, com altura de 111 metros. Além da Pedra do Cão Sentado, outros importantes pontos turísticos da cidade são:
- Casa Suíça: Fundada em 1 de agosto de 1987.[123] Fica localizado no bairro Conquista, no distrito de Campo do Coelho.[124]
- Nova Friburgo Country Clube: Único country clube da cidade fundada em abril de 1957. Possui uma área de 194 mil metros quadrados.[125]
- Praça Demerval Barbosa Moreira: Vizinha da praça Getúlio Vargas, a praça é muito utilizada para manifestações culturais, como teatro de rua,[126] carnaval e outros.[127]
- Praça Marcilio Dias: conhecida como Praça do Paissandu, a praça é rodeada por belas e imponentes árvores. A praça é onde acontecem os ensaios de grupos de dança da cidade.[128]
- Praça Getúlio Vargas: É principal praça da cidade. Foi tombada pelo Instituto do Patrimônio Histórico e Artístico Nacional desde 1972.[129][130]
- Praça do Suspiro: Encanto onde se encontram o teleférico (Inaugurado em 1975[130]), a Capela de Santo Antônio (construída em 1884[131][132]), Praça dos Trovadores, a Fonte dos Suspiros (reinaugurado em 2014[133]), o Tiro de Guerra (Inaugurado em 1927[134]), Teatro Municipal Laércio Ventura e a Praça das Colônias.Escultura "Presépio interativo" no Jardim do Nego  no distrito de Campo do Coelho.

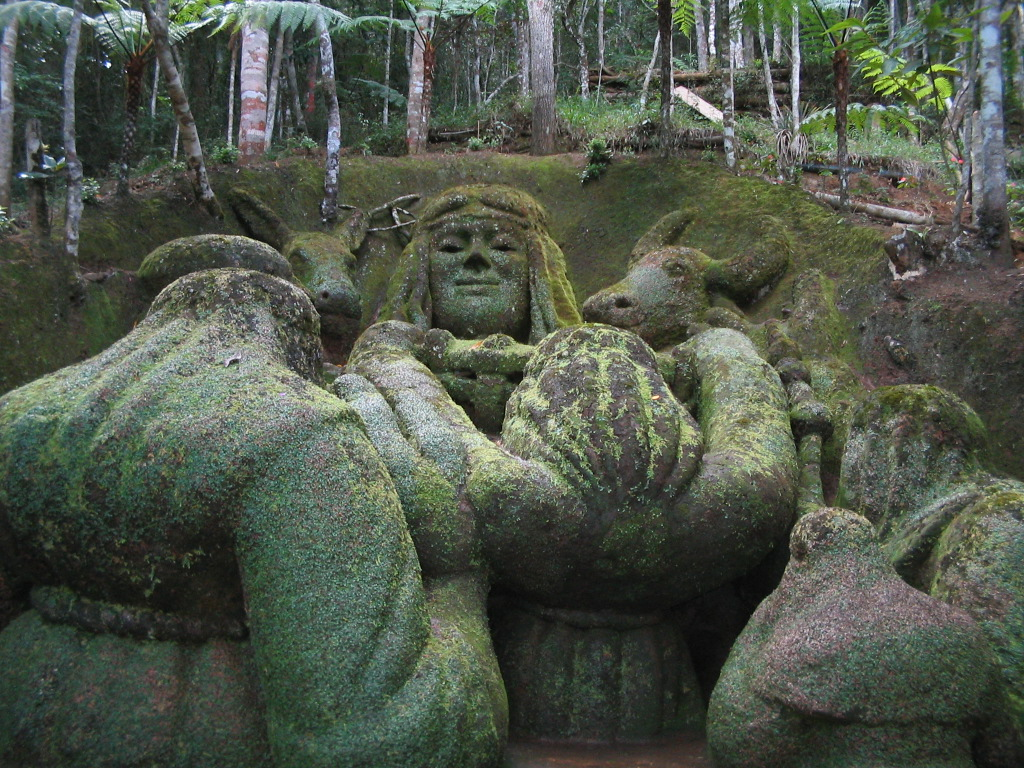
Escultura "Presépio interativo" no Jardim do Nego no distrito de Campo do Coelho.

- Parque Estadual dos Três Picos: Maior parque estadual do Rio de Janeiro, com entrada na RJ-130 e RJ-116.[135]
- Pico da Caledônia: O Pico do Caledônia é a segunda maior montanha da Serra do Mar, com a altitude de 2.257m.[136]
- Teatro Municipal Laércio Ventura: O Teatro Municipal abriga espetáculos, música, festivais. Seu nome foi dado em homenagem ao Laercio Rangel Ventura.[137] O teatro foi inaugurado em setembro de 2008.[138][139][140][130]
- Catedral São João Batista: Foi inaugurado em 1869.[141][142][143][130] A catedral é composta por 19 municípios. e é um dos únicos catedrais da cidade.[144]
- Capela de Santo Antônio: Construída como capela em 1889.[131][132] A torre sineira projetada por Lúcio Costa foi acrescentada em 1948.[131]
- Jardim do Nêgo: O cearense Geraldo Simplício, conhecido como Nêgo, é o responsável pelo museu de escultura.[145] Possui uma área quase de 30 mil metros.[146][147][148][149]
- Parque Municipal Juarez Frotté: Localizado a seis quilômetros do centro da cidade no bairro Cascatinha.[150] É uma atração turística bastante procurada do bairro, recebendo cerca de mil pessoas.[150]

### Feriados
Em Nova Friburgo há um feriados municipais e dez feriados nacionais, além dos oito pontos facultativos. Os feriados municipais são apenas o Feriado Municipal, o aniversário da cidade, Os feriados nacionais são: Confraternização Universal (1 de janeiro), Paixão de Cristo (29 de março), Tiradentes (21 de abril), Dia Mundial do Trabalho (1 de maio), Independência do Brasil (7 de setembro), Nossa Senhora Aparecida, Finados (2 de novembro), Proclamação da República (15 de novembro), Dia Nacional de Zumbi e da Consciência Negra (20 de novembro) e natal (25 de dezembro). Os pontos facultativos são: Carnaval (12 á 13 de fevereiro), Quarta-Feira de Cinzas (14 de fevereiro), Corpus Christi (30 de maio), Dia do Servidor Público federal (28 de outubro), Véspera do Natal (24 de dezembro) e véspera do Ano Novo (31 de dezembro).